# Гурби-Антонівці
Гурби-Антонівці — наймасовіша в Україні спортивно-патріотична теренова гра, яка щороку проходить між селами Смига Рівненської області та Антонівці Тернопільської області.
Гра поєднує в собі елементи спортивного та морального вишколу. Прожити три дні в небезпечних умовах, постійно пересуваючись та ідучи на компроміс із собою, дається нелегко.
Організатор гри — всеукраїнська молодіжна громадська організація Молодіжний націоналістичний конгрес.

## Про гру

### Історія
На межі Тернопільської та Рівненської областей, урочище Гурби, поблизу села Антонівці, зараз спокійно. Саме тут 75 років тому Українська Повстанська Армія вийшла на героїчний бій з військами НКВС. Сили ворогів та технічне забезпечення були в рази більшими. Хоч радянські війська і здобули тактичну перемогу, та це не зламало наших воїнів. Вони проявили незламність духу та відданість країні.
Втрати УПА налічували до 100 людей, а вбили повстанці понад 900 радянських солдатів, стільки ж поранено.
Українці боролись за незалежність в XX ст. не з такою величезною кількістю солдатів та забезпеченням як Радянський Союз, а діяли методом «Партизанки»: застосовували тактику малих груп, нападали зненацька та намагалися обхитрити ворога.
Дух історичної боротьби пронизує кожний квадрат терену. Тільки під час гри ти відчуваєш себе гідним сином Батьківщини, що здатен подолати страх та нерішучість заради однієї мети — спільної перемоги.
Перша теренова гра відбулася у 2003 році.
Нині на місці гри «Молодіжний націоналістичний конгрес» встановив довідкову табличку з інформацією про бій.

### Мета[2]
|  | - виховання у юнацтва та молоді національної свідомості, історичної пам'яті, громадянської позиції, патріотизму, готовності захищати Батьківщину шляхом опанування духовної спадщини визвольної боротьби ОУН-УПА; - виховання фізично, інтелектуально та духовно розвиненого юнацтва та молоді України; - залучення юнацтва та молоді до краєзнавчої діяльності, вивчення, охорони та відновлення пам'яток української історії та культури; - пропаганда здорового способу життя серед юнацтва та молоді; - залучення дітей та молоді до вивчення питань особистої та колективної безпеки; - популяризація дитячо-юнацького, молодіжного патріотичного руху. |

### Правила гри
Теренова гра триває безперервно протягом трьох діб у лісовому масиві площею 20 км². Близько 400 учасників діляться на дві команди — «жовті» та «червоні». Команди називаються «куренями», кожен з яких поділяється на сотні, чоти, рої за зразком УПА. Є і третя команда — курінь «синіх», або диверсантів — менш чисельна та складається з досвідчених гравців. «Червоні» та «жовті» змагаються за перемогу — прапор одна одної, що захований у лісі.
Роль грає і кількість «убитих»: кожен учасник має життя — нарукавну пов'язку кольору свого куреня. Якщо пов'язку зірвано — учасник «убитий» (має право «поновити» життя і отримати нову пов'язку, щоб продовжити гру).
Курінь «синіх» не змагається за перемогу, а лише заважає іншим командам та робить гру ще більш насиченою.
За дотриманням командами та гравцями правил слідкують спостерігачі. Основні суддівські функції здійснює Рада Вищих Спостерігачів.
Перемагає курінь, який захоплює прапор противника і при цьому відстоює свій. З кожним наступним роком це робити стає складніше, адже командири куренів досконало вивчають терен гри, вдосконалюють тактику і стратегію, застосовують сучасні технічні можливості для вдалих маневрів.

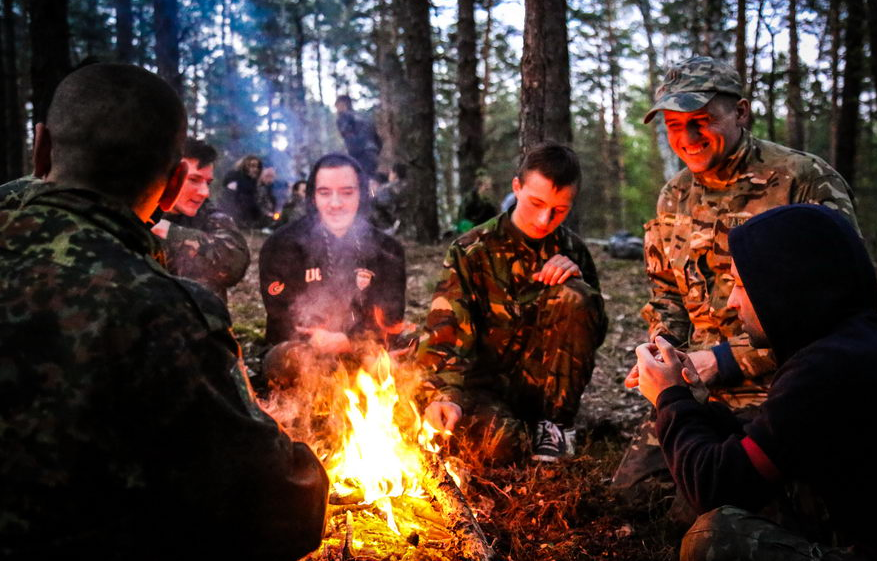
Гравці біля вогнища.
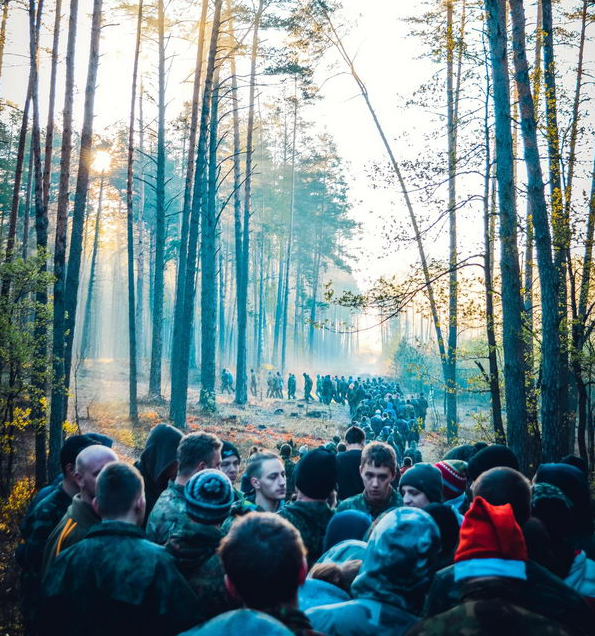
Курінь йде в бій.
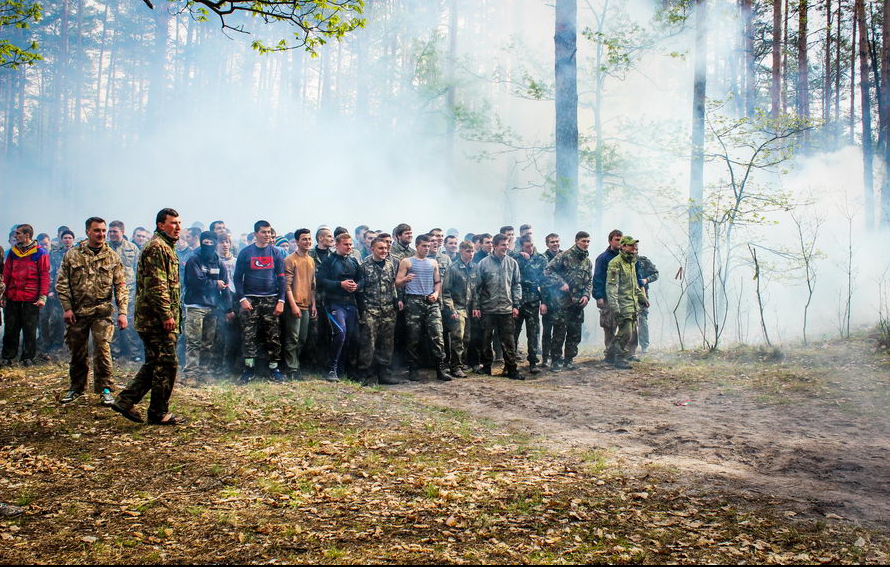
Курінь перед боєм.
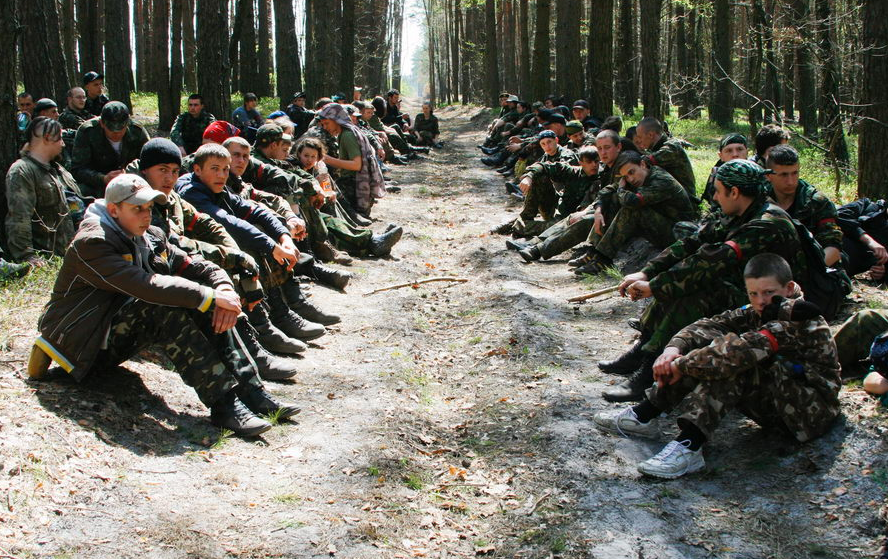
Відпочинок.

### Учасники
До змагань допускаються учасники віком 18—28 (до 35 як виняток) років, що мають необхідні навички (уміння користуватися засобами індивідуального захисту, надавати першу медичну допомогу потерпілим, орієнтуватися на місцевості тощо) та задовільний стан здоров'я.
У «Гурбах-Антонівцях» свого часу брали участь народні депутати України Олег Медуниця, Володимир Парасюк, вокаліст гурту «Широкий Лан» Святослав Бойко, заступник з навчально-виховної роботи 2-го батальйону Національної гвардії Олександр Бойко.

## Суть гри
«Гурби-Антонівці» — це не змагання заради змагання. Організатори вкладають значно більше сенсу в цей проєкт:
-  Патріотичний. «Теренова гра» означає, що вона проходить на певній території — терені. У нашому випадку — це ліси біля урочища Гурби, що на межі Тернопільщини та Рівненщини. Це легендарне історичне місце найбільшого бою УПА проти військ НКВС. Учасники поринають в атмосферу національно-визвольних змагань, вивчають історію не з книжок, адже саме на місці гри, у квітні 1944 року, відбулася ця битва.
-  Виховний. «Гурби-Антонівці» — екстремальний захід, який гартує волю та характер учасників, ставить на шлях самовдосконалення, дає зрозуміти, що кожен здатен на більше. Також це зона здорового способу життя (на шкідливі звички тут просто немає часу).
-   Екологічний. Обов'язковою складовою заходу є прибирання лісового масиву на місці гри. Організатори та учасники, користуючись нагодою, після закінчення гри разом очищують територію лісу від сміття.
-  Консолідуючий. Це жива школа братерства, боротьби і командної роботи. Гра триває 60 годин безперервно, за цей час учасники стають частиною одного цілого: розподіляють побут, пліч-о-пліч змагаючись за перемогу.

## Присвята гри

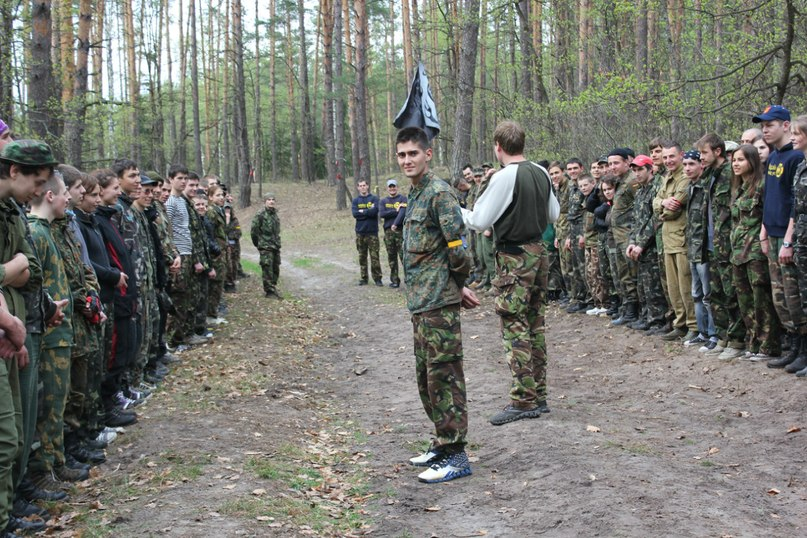
Всеукраїнська теренова гра «Гурби-Антонівці 2013». Знайомство команд. Роман Атаманюк у ролі чотового «жовтих».

«Гурби-Антонівці» 2015 року присвячені пам'яті Володимира Гарматія, який неодноразово був учасником гри в попередні роки та загинув влітку 2014 року під Луганськом у ході російсько-української війни. На урочистому відкритті організатори гри — представники Молодіжного Націоналістичного Конгресу, передали його рідним відзнаку «За екстремальні та бойові акції» та «Ідея. Кадри. Боротьба», що присуджуються лише дійсним членам МНК за особливі заслуги.
«Гурби-Антонівці» 2016 року присвячені пам'яті Романа Атаманюка, який загинув у травні 2015 року під Донецьким аеропортом від уламка міни. Роман неодноразово брав участь у грі та керував куренем, був чотовим.
У 2025 році гра присвячена пам’яті загиблих учасників, які віддали своє життя, захищаючи Україну у російсько-українській війні.